# هيلينه هولزمان
هيلين هولزمان (بالألمانية: Helene Holzman)‏ هي رسامة وكاتِبة ألمانية، ولدت في 30 أغسطس 1891 في ينا في ألمانيا، وتوفيت في 25 أغسطس 1968 في غيسن في ألمانيا بسبب حادث مرور.